# Orgány činné v trestním řízení

Logo Policie ČR, typický orgán činný v trestním řízení v Česku

Orgány činné v trestním řízení podle § 12 odst. 1 českého trestního řádu tvoří soud, státní zástupce a policejní orgán, pokud provádějí úkony trestního řízení. V anglicky mluvících zemích se procesní termín orgánů činných v trestním řízení, který by zahrnoval jak policii, tak i soud a státního zástupce, nepoužívá. Pojem law enforcement agency (orgán či organizace prosazování práva) zahrnuje jen policii či obdobné složky na její úrovni s policejními kompetencemi.

## Policejní orgán
Policie působí zejména v přípravném řízení, kdy provádí úkony k objasnění a prověření skutečností důvodně nasvědčujících tomu, že byl spáchán trestný čin, a vede vyšetřování, po podání obžaloby policejní orgán může opatřovat důkazy na žádost státního zástupce nebo soudu. Policejním orgánem jsou:
- útvary Policie České republiky
- Generální inspekce bezpečnostních sborů
- pověřené orgány vězeňské služby
- pověřené celní orgány
- pověřené orgány Vojenské policie
- pověřené orgány Bezpečnostní informační služby
- pověřené orgány Úřadu pro zahraniční styky a informace
- pověřené orgány Vojenského zpravodajství

Orgánem, který není činný v trestním řízení je obecní policie (popř. městská policie).

## Státní zástupce
V přípravném řízení vykonává státní zástupce dozor nad zachováváním zákonnosti, rozhoduje o opravných prostředcích proti rozhodnutím policejního orgánu, na konci přípravného řízení podává obžalobu či rozhoduje o postoupení věci, zastavení trestního stíhání, přerušení trestního stíhání, podmíněném zastavení trestního stíhání či schválení narovnání.

## Soud
V přípravném řízení soud pouze rozhoduje o některých prostředcích k zajištění osob a věcí (např. rozhodování o vazbě, domovní prohlídce) a rozhoduje o opravných prostředcích proti některým rozhodnutím policejního orgánu a státního zástupce. Těžiště jeho činnosti je po podání obžaloby, kdy rozhoduje o vině, trestu a ochranných opatřeních. V rozhodovací činnosti soudu v trestním řízení se rozlišuje, zda rozhoduje soudce (v přípravném řízení), předseda senátu (o procesních záležitostech), senát (ve věci samé a o některých procesních záležitostech) či samosoudce (v řízení o méně závažných trestných činech).